# Alpha Epsilon Phi
Alpha Epsilon Phi (AEΦ) es una hermandad estudiantil femenina. AEΦ es miembro de la Conferencia Nacional Panhelénica. AEΦ, se fundó el día 24 de octubre de 1909 en el colegio Barnard, en Morningside Heights, en la ciudad de Nueva York por siete mujeres judías, Helen Phillips Lipman, Ida Beck Carlin, Rose Gerstein Smolin, Augustina "Tina" Hess Solomon, Lee Reiss Libert, Rose Salmowitz Marvin, y Stella Strauss Sinsheimer.
La misión de la sororidad Alpha Epsilon Phi es inspirar y apoyar a jóvenes mujeres, dedicadas a la amistad y a un compromiso de por vida con la hermandad Alpha Epsilon Phi. Es una sororidad nacional, y ello quiere decir que tiene múltiples capítulos repartidos a través de los Estados Unidos. 
A pesar de que ha sido históricamente una sororidad judía, no es una organización religiosa. AEΦ, da la bienvenida a mujeres de toda raza y religión, siempre que respeten y aprecien la fe y la identidad judía, y que se sientan cómodas en un entorno judío, y estén dispuestas a comprometerse con la hermandad. La mascota de la fraternidad es una jirafa. Su flor es la Convallaria majalis.
AEΦ colabora con varios proyectos filantrópicos, entre ellos cabe mencionar dos; la ONG contra el cáncer Sharsheret y la fundación Elizabeth Glaser Pediatric AIDS Foundation.